# Sienská republika
Sienská republika (italsky Repubblica di Siena, latinsky Respublica Senensis) byl středověký městský stát v Toskánsku ve střední Itálii, který zahrnoval město Siena a jeho okolí. Existoval přes čtyři staletí, mezi roky 1125 a 1555. 

## Historie

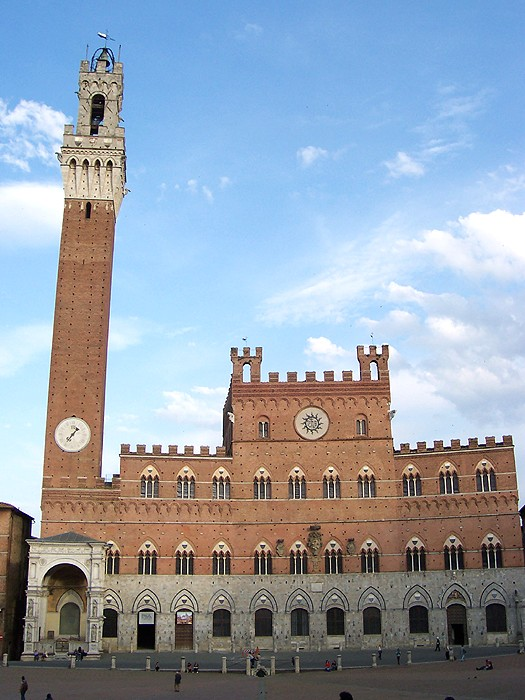
Palazzo Pubblico v Sieně bylo sídlem vlády.

Založení republiky se tradičně datuje do roku 1125, kdy měl být sesazen poslední vládnoucí sienský biskup Gualfredo.
Sienská republika se díky bankovnictví a obchodu s vlnou stala prosperujícím městským státem, díky tomu mohla expandovat do jižního Toskánska a stát se lokální, leč významnou, ekonomickou mocí Itálie. V letech 1287–1355 bylo pro Sienu obdobím politického a hospodářského rozkvětu: ve městě vznikaly významné stavby včetně sienské katedrály a Palazzo Pubblico, dostavěna byla také podstatná část městských hradeb. Tato vláda bývá historiky označována jako „dobrá správa“. Úpadek republiky a města přišel s epidemií moru a italskou válkou.
V italské válce let 1551–1559 byla Sienská republika poražena svým konkurentem, sousední Florentskou republikou a jejími španělskými spojenci. Po 18 měsících odporu se republika 21. dubna 1555 vzdala Španělům a zanikla. Její území pak ovládla Florencie a začlenila jí jako Sienské vévodství.

## Symboly

### Vlajka

Prapor v době 13. století
Vlajka od 13. století
Gonfanon čtvrti Città de Sienne
Gonfanon čtvrti Camollìa
Gonfanon čtvrti San Martino

### Znak

Znak republiky
Znak města (komuny) Siena
Znak kapitána lidu (Capitano del popolo)